# سخت‌پوست‌های غارنشین
سخت‌پوست‌های غارنشین (نام علمی: Spelaeogriphacea) نام یک راسته از فراراستهُ میگوهای کیسه‌دار است.